# صلاة إبراهيمية
الصَّلَاةُ الإِبْرَاهِيْمِيَّة أو التَّشَهُّدُ الأخِير هي ألفاظ تعبديَّة مخصوصة، تقرأ في الصلاة عند الجلسة الأخيرة، وتكون بعد قرآءة التشهد الأخير وبعد الصلاة على النبي محمد ﷺ.

## حكمها
اختلف العلماء في حكم الصلاة على النبي في التشهد الأخير وذهب الاغلب إلى انها سُنة، وهذا مذهب الحنفية، والمالكية، ورواية عن أحمد، وهو مذهب الظاهرية، وهو قول أكثر أهل العلم، واختاره ابن جرير، وابن المنذر، وابن عبد البر، وابن عثيمين، وحكي الإجماع على ذلك، واستدلوا بما رواه علقمة أن عبد الله بن مسعود أخذ بيده، وأن رسول الله ﷺ أخذ بيد عبد الله فعلمه التشهد في الصلاة، قال: {{قل: التحيات لله، والصلوات، والطيبات، السلام عليك أيها النبي ورحمة الله وبركاته، السلام علينا وعلى عباد الله الصالحين، قال زهير: حفظت عنه إن شاء الله: أشهد أن لا إله إلا الله، وأشهد أن محمدا عبده ورسوله، قال: فإذا قضيت هذا أو قال: فإذا فعلت هذا، فقد قضيت صلاتك، إن شئت أن تقوم فقم، وإن شئت أن تقعد فاقعد}}.
'ثانيا': أن النبي ﷺ علم الأعرابي فرائض الصلاة ولم يعلمه الصلاة على النبي ﷺ، ولو كان فرضا لعلمه.
'ثالثا': أن الصلاة لم ترو في تشهد أحد من الصحابة الذين رووا التشهد. 
أما القول الثاني وهو قول الشافعية، والحنابلة أنها ركن من أركان الصلاة ولا تتم إلا بها، فقد حددوا ان الركن منها هو لفظ: «اللهم صل على محمد» فقط بدون آل، وما بعده سنة، فقال النووي رحمه الله: {{اعلم أن العلماء اختلفوا في وجوب الصلاة على النبي ﷺ عقب التشهد الأخير في الصلاة، فذهب أبو حنيفة، ومالك رحمهما الله والجماهير على أنها سُنة وليست واجبة ولا ركناً من اركان الصلاة لو تركت صحت الصلاة بدونها، وذهب الشافعي، وأحمد إلى أنها واجبة لو تركت لم تصح الصلاة، إلى أن قال: والواجب منها هو قول: «اللهم صل على محمد»، وما زاد على ذلك سُنة.حكم صلاة من ترك الصلاة على النبي صلى الله عليه وسلم في التشهد الأخير

## صيغتها
ورد في الصحيحين عن عبد الرحمن بن أبي ليلى قال: «لقيني كعب بن عجرة فقال: ألا أهدي لك هدية، إن النبي ﷺ خرج علينا فقلنا: يا رسول الله، قد علمنا كيف نسلم عليك، فكيف نصلي عليك، قال قولوا: اللهم صلِّ على محمد وعلى آل محمد كما صليت على إبراهيم وعلى آل إبراهيم إنك حميد مجيد، اللهم بارك على محمد وعلى آل محمد كما باركت على إبراهيم وعلى آل إبراهيم إنك حميد مجيد». وهذه هي الصياغة المشهورة.

### صيغ أخرى
- وروى البخاري ومسلم من حديث أبي حميد الساعدي أنهم قالوا: «يا رسول الله كيف نصلي عليك، فقال رسول الله ﷺ : قولوا اللهم صل على محمد وأزواجه وذريته كما صليت على آل إبراهيم وبارك على محمد وأزواجه وذريته كما باركت على آل إبراهيم إنك حميد مجيد».[3]
- روى أبو هريرة أنهم كانوا يسألون رسول الله: كيف نصلي عليك، قال: «قولوا اللهم صل على محمد وبارك على محمد وعلى آل محمد كما صليت وباركت على آل إبراهيم، إنك حميد مجيد».
- روى البيهقي عن أبو مسعود الأنصاري قال: «أتانا رسول الله ﷺ ونحن في مجلس سعد بن عبادة، فقال له بشير بن سعد: أمرنا الله تعالى أن نصلي عليك يا رسول الله، فكيف نصلي عليك، قال: فسكت رسول الله ﷺ حتى تمنينا أنه لم يسأله، ثم قال رسول الله ﷺ : قولوا اللهم صل على محمد وعلى آل محمد كما صليت على آل إبراهيم وبارك على محمد وعلى آل محمد كما باركت على آل إبراهيم في العالمين إنك حميد مجيد والسلام كما قد علمتم».[4]

## معناها
- اللهم صل على محمد: طلب من الله أن يصلي على النبي محمد، والصلاة من الله هي الثناء في الملأ الأعلى، وقيل: هي الرحمة.
- وعلى آل محمد: قيل هم أهل بيته خاصة، والصحيح أنهم أتباع ملته.
- كما صليت على إبراهيم: واضح المعنى.
- وعلى آل إبراهيم: هم أتباعه وأنصاره.
- اللهم بارك على محمد: طلب من الله تعالى أن يبارك على النبي ﷺ، والبركة هي زيادة الخير وثبوته. والباقي واضح يُعلم مما سبق.[5]